# George M. Dallas
George Mifflin Dallas (10 tháng 7 năm 1792 – 31 tháng 12 năm 1864) là một chính khách người Mỹ, từng là Thị trưởng Philadelphia từ năm 1828 đến năm 1829 và là Phó Tổng thống Hoa Kỳ thứ 11 từ năm 1845 đến năm 1849.